# 把愛找回來 (大愛劇場)
把愛找回來是臺灣大愛電視台「大愛真實人生劇場」系列，全劇共48集，於2005年4月17日至2005年6月5日在大愛電視大愛劇場時段（台灣時間每天晚上8:00）播放。

## 演員列表
- 蔡佳宏 飾 蔡素蓮
- 陳霆 飾 林傳祿
- 侯傑 飾 蔡長滄（老年時代），蔡素蓮的爸
- 高玉珊 飾 翁寶（老年時代），蔡素蓮的媽，性急、好強、率直、愛面子。高玉珊以此角色獲得第40屆電視金鐘獎「連續劇女配角獎」。[1]
- 王耿豪 飾 蔡長滄（年輕時代）
- 林嘉俐 飾 翁寶（年輕時代）
- 林千鈺 飾 林雪珠
- 王子華 飾 許哲峰
- 夏靖庭 飾 王金德
- 吳伊婷

## 音樂
- 主題曲把愛找回來
  - 作詞：吳嘉祥
  - 作曲：吳嘉祥
  - 演唱人：萬芳
- 片尾曲我想有個家
  - 作詞：潘美辰
  - 作曲：潘美辰
  - 演唱人：潘美辰

## 外部來源
- 《nio電視節目表》把愛找回來- 基本演員 （页面存档备份，存于）
- 《台灣網路電視台》王子華戲劇列表 （页面存档备份，存于）